# Homoródjánosfalva
Homoródjánosfalva (románul Ionești, németül Eissdorf, korábban Weissdorf): falu Romániában Brassó megyében. 1968 óta Brassó megyéhez, Kaca községhez tartozik. A falu lakossága magyar, nagyrészt unitárius vallású. A lakosság nagy része földműveléssel, gazdálkodással foglalkozik

## Fekvése
Székelyudvarhelytől 27 km-re délre, Kőhalomtól 21 km-re észak-keletre, a 132B megyei út mentén, a Pokolsütő-pataknak a Nagy-Homoródba torkollásánál fekszik.

## Nevének eredete
Valószínűleg János nevű első birtokosáról kapta a nevét.

## Története
A Köves-hegyen már a rómaiak is bányásztak követ a Kr. u. III század legelején, ezt bizonyítja a homoródszentmártoni sóbányászok, kereskedők és iparosok számára itt készített fogadalmi oltár, melynek felirata Alexander Servus uralkodóról tesz említést. Ezenfelül több oszlop és sírkőtöredék került itt elő. A falut 1332-ben ’’Evanis’’ néven említik először. A hegytetőn 1813-ban kápolna nyomaira is bukkantak. A falun átfolyó Tó-pataka egykor a Székelyföld határát jelölte. 1910-ben 367, 1992-ben 187 magyar lakosa volt. A trianoni békeszerződésig Udvarhely vármegye Homoródi járásához tartozott.

## Látnivalók
- Unitárius temploma a 13. század második felében épülhetett, eredetileg Szent Péter tiszteletére volt szentelve. A templomot a 15. században gótikus, majd 1522-ben késő gótikus stílusban átépítették. A 15. században négy saroktornyos fallal is övezték. Tornyát 1821-ben építették.
- Köves-hegy, a helyiek közt "Bánya-tető", az ókori rómaiak bányatelepként használták a hegyet mészkő termeléshez, innen származhat a helyiek e helynek szentelt elnevezése. A hegytetőn egy kis mélyedés található, feltehetőleg az ott felépített kápolna alapzataként vagy épp pincéjeként szolgált.

## Jegyzetek

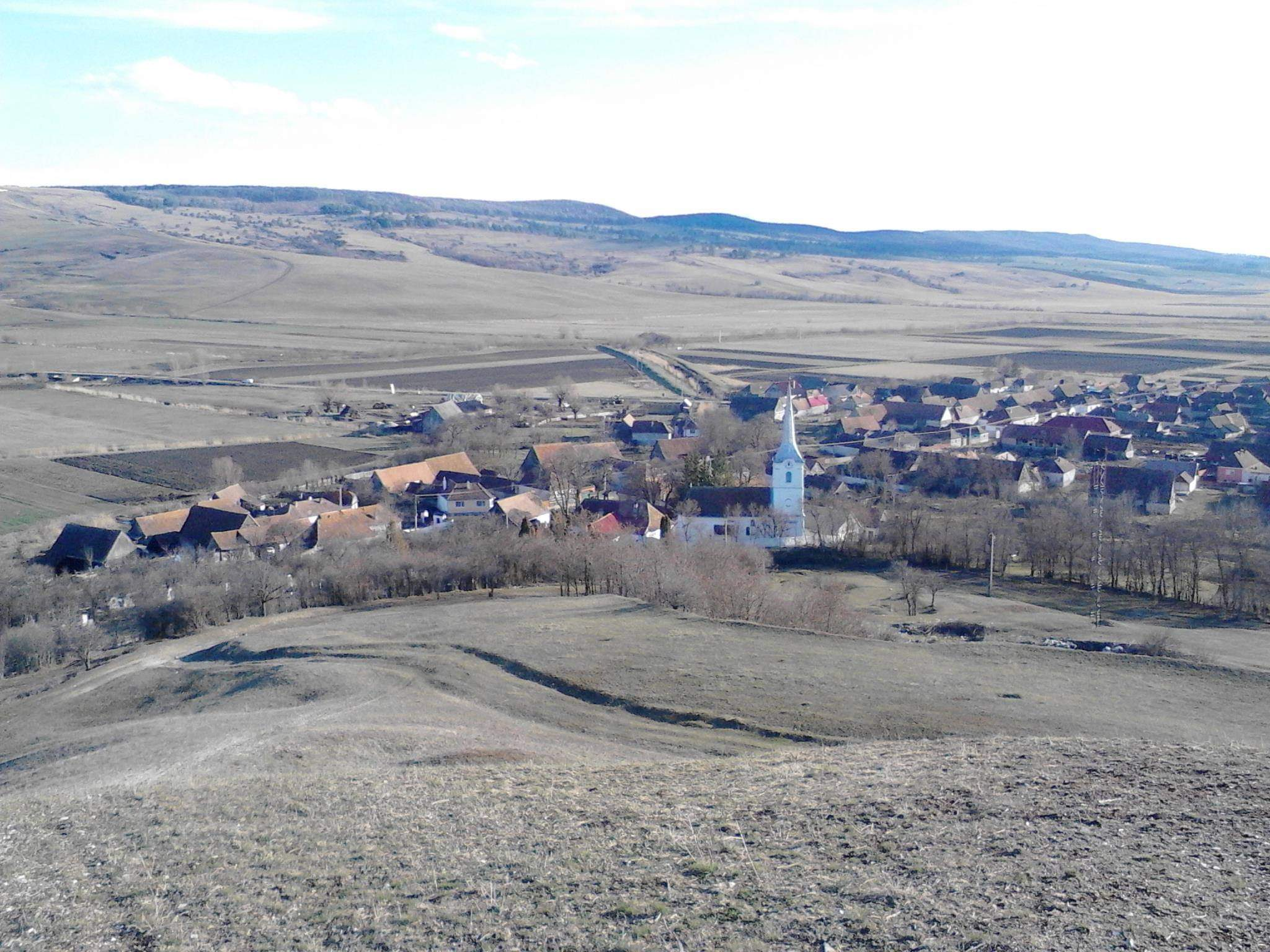

## Képgaléria
- Képek Homoródjánosfalváról a www.erdely-szep.hu